# Ośrodek duszpasterski św. Wojciecha Biskupa i Męczennika w Staniątkach
Ośrodek duszpasterski świętego Wojciecha Biskupa i Męczennika w Staniątkach – rzymskokatolicki ośrodek duszpasterski, znajdujący się w archidiecezji krakowskiej, w dekanacie Niepołomice.